# Epidendrum melanoxeros
Epidendrum melanoxeros är en orkidéart som beskrevs av Eric Hágsater och Dodson. Epidendrum melanoxeros ingår i släktet Epidendrum och familjen orkidéer. Inga underarter finns listade i Catalogue of Life.